# Аун Сан
Ау́н Сан (бірм. ဗိုလ်ချုပ် အောင်ဆန်, нар.13 лютого 1915 — пом.19 липня 1947) — діяч національно-визвольного руху Бірми, національний герой країни.

## Життєпис

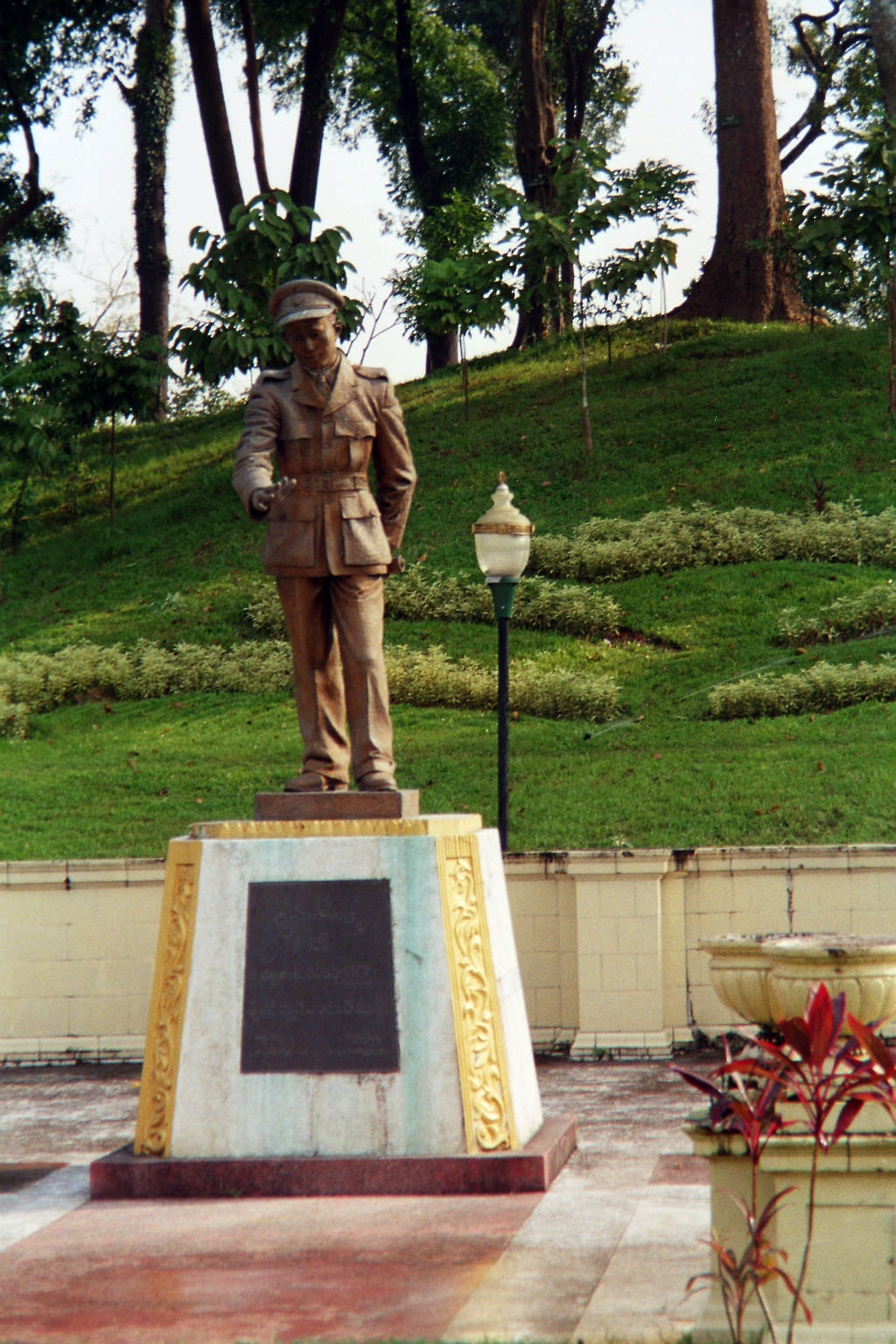
Пам'ятник Аун Сану

1935 — секретар Студентської спілки. 1938 Аун Сан — член лівої організації «Бірма для бірманців», з 1939 — її генеральний секретар.
1940 — емігрував до Японії.
1942 — очолив Армію незалежності Бірми, створену владою Японії для боротьби проти Великої Британії.
У 1944 встановив зв'язки з антияпонськими організаціями.
1945 — разом з армією приєднався до антияпонського повстання і став одним з його керівників.
1945—47 — президент Антифашистської ліги народної свободи.
У січні 1947 року вів переговори з Великою Британією про надання Бірмі незалежності. 19 липня 1947 року його та ще шість членів уряду вбили змовники. 4 січня 1948 року Бірма отримала незалежність.

## Особисте життя
Батько Аун Сан Су Чжі — політичної діячки М'янми, лідерка опозиції військовій хунті, лауреатка Нобелівської премії миру.

## Вшанування пам'яті
День загибелі Аун Сана, 19 липня, відзначають у М'янмі як державне свято — День пам'яті полеглих за незалежність. Ім'я Аун Сана використовується як офіційною пропагандою, так й ліберальною і лівою опозицією, яка виступає за демократизацію.

## Дивіться також
Армія незалежності Бірми